# Daviesia mimosoides
Daviesia mimosoides är en ärtväxtart som beskrevs av Robert Brown. Daviesia mimosoides ingår i släktet Daviesia, och familjen ärtväxter.

## Underarter
Arten delas in i följande underarter:
- D. m. laxiflora
- D. m. mimosoides